# 巴拿赫空间
在泛函分析中，巴拿赫空間（英語：Banach space）是完備賦範向量空間。更精確地說，巴拿赫空間是一個具有範數並對此範數完備的向量空間。其完备性体现在，空间内任意向量的柯西序列总是收敛到一个良定义的位于空间内部的極限。
巴拿赫空間有兩種常見的類型：「實巴拿赫空間」及「複巴拿赫空間」，分別是指將巴拿赫空間的向量空間定義於由實數或複數組成的域之上。許多在數學分析中學到的無限維函數空間都是巴拿赫空間，包括由連續函數（緊緻赫斯多夫空間上的連續函數）組成的空間、由勒貝格可積函數組成的Lp空間及由全純函數組成的哈代空間。上述空間是拓撲向量空間中最常見的類型，這些空間的拓撲都自來其範數。
巴拿赫空間是以波蘭數學家斯特凡·巴拿赫的名字來命名，他和漢斯·哈恩及爱德华·赫利於1920-1922年提出此空間。

## 例子
以下令體K為R或C其中之一。
常見的歐氏空間 Kn（其範數為歐幾里德範數，x = (x1, ..., xn)的範數定义為||x|| = (x12+...+ xn2)1/2）是巴拿赫空間。因此，因為在每一個有限維K向量空間上的所有範數均等價，所以每一個具有任意範數的有限維K向量空間都是巴拿赫空間。
考慮一個由定義於閉區間[a, b] 上的所有連續函數ƒ : [a, b] → K 所組成的空間。這個空間會成為一個巴拿赫空間（標記為C[a, b]），若存在一個定義在此空間中的洽當範數{\displaystyle \Vert f\Vert }。此類範數可以定義為{\textstyle \Vert f\Vert =\sup _{x\in \left[a,b\right]}\left|f(x)\right|}，稱之為最小上界範數。上述範數是良好定義的，因為定義於閉區間的連續函數都是有界的。
若f 為一個定義於閉區間上的連續函數，則此函數為有界的，並其定義如上的最小上界可由極值定理取得，因此可以用最大值來取代最小上界。在此例之中，其範數也稱為「最大值範數」。
上述空間也可推廣至由所有連續函數X → K（其中X 為一緊致空間）或所有「有界」連續函數X → K（其中X為任意拓撲空間）所組成的空間，標記為C(X)；或由所有有界函數X → K（其中X 為任意集合）所組成的空間，標記為B(X)。在上述所有的例子之中，甚至可以將函數相乘，而乘積還會在原空間內；亦即，上述所有例子實際上都會是有單位的巴拿赫代數。
對每一個開集Ω ⊆ C，由所有有界解析函數u : Ω → C 所組成的集合A(Ω) 會是一個在最小上界範數下的複巴拿赫空間。這可以用解析函數的一致極限也會是解析的這個事實來證明。
設p ≥ 0 為一實數，考慮由K 內元素排成的所有其無窮級數∑i |xi|p 為有限的無限序列(x1, x2, x3, ...)所組成的空間。這個級數的p次方根即定義為此序列的p-範數。上述空間和範數即會形成一個巴拿赫空間，標記為ℓ p。
巴拿赫空間ℓ∞ 是由所有在K內元素排成的所有有界序列所組成的空間；此類序列的範數定義為序列中每個數字的絕對值的最小上界。
再者，設p ≥ 1 為一實數，可考慮由所有其|ƒ|p為勒貝格可積的函數ƒ : [a, b] → K所組成的空間。此函數積分的p 次方根即定義為其範數。但上述空間和範數不能形成一個巴拿赫空間，因為存在一個範數為零的非零函數。但可定義一個等價關係：f 及g 為等價若且唯若ƒ−g 的範數為零。如此，其等價類即可形成一個巴拿赫空間，標記為Lp([a, b])。在這裡使用勒貝格積分，而不是黎曼積分是有原因的，因為黎曼積分無法形成一個完備空間。這個空間可以再被推廣，詳細可見Lp空間。

## 线性变换空间
假设 V 和 W 是同一个数域 K 上的巴拿赫空间，所有线性变换 A : V → W 的集合记为 L(V, W)。注意：在无限维空间中，线性变换未必是连续的。L(V, W) 本身是一个向量空间。
定义 ||A|| = sup { ||Ax|| : ||x|| ≤ 1 }，可以验证这是 L(V, W) 上的一个范数，使得 L(V, W) 成为一个巴拿赫空间。如果还将映射的复合运算定义为线性变换的乘法，则 L(V) = L(V, V) 构成一个有单位元的巴拿赫代数。

## 另見
- 空间 (数学)——具有一些附加结构的数学集合，为物理空间概念的数学延伸和抽象
  - 弗雷歇空间
  - 哈代空間
  - 希尔伯特空间——完備的內積空間；巴拿赫空間的一種，其標準誘導內積遵循平行四邊形原則
  - Lp空間——函數組成的賦範空間，是有限維p範數空間的推廣
  - 索伯列夫空间——函數組成的巴拿赫空間，其範數為函數自身的Lᵖ範數，及最初若干階導數Lᵖ範數的和
- 巴拿赫代數
- 对偶空间——線性泛函構成的向量空間（或包含全體泛函，或僅包含連續泛函）